# Tara Buck
Tara Buck (Hailey, 16 de marzo de 1975) es una actriz estadounidense de cine, teatro y televisión, reconocida principalmente por sus papeles en las series True Blood, Ray Donovan y Party of Five. Ha registrado además apariciones en algunas producciones cinematográficas como At the Devil's Door y Pee-wee's Big Holiday.

## Filmografía

### Televisión
| Año       | Título                     | Papel             | Notas                                                         |
| --------- | -------------------------- | ----------------- | ------------------------------------------------------------- |
| 1999      | Party of Five              | Ricki             | 2 episodios                                                   |
| 2000      | The X-Files                | Blueberry         | 1 episodio, "Orison"                                          |
| 2000      | Sabrina, the Teenage Witch | Nancy             | 1 episodio, "House of Pi's"                                   |
| 2002      | The Division               | Aurora            | 1 episodio, "Welcome Home"                                    |
| 2003      | Without a Trace            | Julie             | 1 episodio, "Underground Railroad"                            |
| 2003      | JAG                        | Traductora        | 1 episodio, "Touchdown"                                       |
| 2004      | Six Feet Under             |                   | 1 episodio, "Parallel Play"                                   |
| 2004      | NCIS                       | Debra Marshall    | 1 episodio, "The Good Wives Club"                             |
| 2005      | The Shield                 | Susan Gary        | 1 episodio, "Hurt"                                            |
| 2005      | Strong Medicine            | Josie Weaver      | 1 episodio, "Dying Inside"                                    |
| 2005      | Nip/Tuck                   | Rhea Reynolds     | 2 episodios                                                   |
| 2006      | The Closer                 | Ginnifer Rawley   | 1 episodio, "The Other Woman"                                 |
| 2006      | Cold Case                  | Kylie             | 1 episodio, "The Red and the Blue"                            |
| 2008      | 1%                         | Kimmy             | 1 episodio                                                    |
| 2009      | Bones                      | Valerie Daniels   | 1 episodio, "The Princess and the Pear"                       |
| 2010      | The Whole Truth            | Melissa Derrico   | 1 episodio, "Cold Case"                                       |
| 2011      | Prime Suspect              | Kasey Monrad      | 1 episodio, "Bitch"                                           |
| 2011      | Southland                  | Denise            | 1 episodio, "Graduation Day"                                  |
| 2011      | Justified                  | Sally Peener      | 2 episodios                                                   |
| 2012      | True Blood: Jessica’s Blog | Ginger            | 2 episodios                                                   |
| 2013      | Criminal Minds             | Hannah Johnson    | 1 episodio, "Gatekeeper"                                      |
| 2014      | Longmire                   | Phoebe Greene     | 1 episodio, "Of Children and Travelers"                       |
| 2008–2014 | True Blood                 | Ginger            | 24 episodios                                                  |
| 2015      | Backstrom                  | Arianna Fitch     | 1 episodio, "I Like to Watch"                                 |
| 2016–2017 | Ray Donovan                | Maureen Dougherty | 9 episodios                                                   |
| 2017      | Bloodline                  | Lannie            | 1 episodio, "Part 4"                                          |
| 2018      | For The People             | Madeline Locarno  | 1 episodio, "Pilot"                                           |
| 2021      | Shameless                  | Lefty             | 1 episodio, "Do Not Go Gentle Into That Good... Eh, Screw It" |
| 2021      | 9-1-1 Lone Star            | Amy               | 1 episodio, "Bad Call"                                        |
| 2022      | Magnum PI..                | Jill Picone       | 1 episodio, "Angela Sometimes Kill"                           |

### Cine
| Año  | Título                | Papel              | Notas                        |
| ---- | --------------------- | ------------------ | ---------------------------- |
| 1999 | Thinking Positive     | Sara               |                              |
| 2010 | The Grind             | Krisi              |                              |
| 2010 | 2nd Take              | Evelyn             |                              |
| 2012 | K-11                  | Crystal            |                              |
| 2012 | Tomorrow You're Gone  | Rubia              |                              |
| 2014 | Medeas                | Ada                |                              |
| 2014 | At the Devil's Door   | Yolanda            |                              |
| 2016 | Great Plains          | Murel              |                              |
| 2016 | Pee-wee's Big Holiday | Beverly            |                              |
| 2017 | Son of Perdition      | Kristine Tullamore | También productora ejecutiva |
| 2019 | Inherit the Viper     | Eliza              |                              |